# ROCKS ON THE RADIO
ROCKS ON THE RADIO（ロックス・オン・ザ・レディオ）は、文化放送が1987年から1989年まで土曜日夜の時間帯（ナイターオフ期間中）及び月曜日夜の時間帯（プロ野球ナイター期間中）で放送していたラジオ番組・音楽情報番組。

## 放送期間
- 1987年10月10日 - 1989年10月2日
  - 以上のうち、1987年10月10日から1988年4月3日まで（1987年度）、及び1988年10月22日から1989年4月8日まで（1988年度）は文化放送ホームランナイターの放送されていないナイターオフ期間中、毎週土曜日の放送。
  - 以上のうち、1988年4月25日から同年9月19日まで（1988年度[注釈 1]）、及び1989年4月24日から同年10月2日まで[2]（1989年度[注釈 2]）は文化放送ライオンズナイターの放送されていない月曜日の夜に放送[3]。

## パーソナリティ
ナイターオフ期間中（1987年10月 - 1988年4月、1988年10月 - 1989年4月）
- 葛城哲哉（当時T.V.）
- 小川美由希
  - ※1987年度、1988年度とも共通。

ナイター期間中（1988年4月 - 1988年9月、1989年4月 - 1989年9月）
- 太田英明（文化放送アナウンサー）[3]
- 小川美由希[3]
  - ※1988年度、1989年度とも共通。

## 放送時間
ナイターオフ期間中
- 1987年度：毎週土曜日 19:30 - 21:00 （JST）
- 1988年度：毎週土曜日 18:00 - 20:00 （JST）

ナイター期間中
- 1988年度・1989年度：毎週月曜日 20:00 - 21:30 （JST）[3]

## 概要
ロックバンド、ロックアーティストなどロックを中心とした音楽情報番組。1年目の1987年度の時には「TICKET TO LIVE」（チケット・トゥ・ライブ）がサブタイトルに付いていた。
曲と共にライブ、コンサート情報やアーティストのスケジュールなど各種情報を発信し、コンサート企画・運営会社のプロモーターと協力して番組中にチケット販売も行っていた。かける曲はスタッフがかっこいいもの、特に良かったと思ったものを選んでいたという。コンサート情報の中には、コンサートスタッフから聞いた話も放送していた。
曲は基本フルコーラスで流していた。これについて葛城哲哉は「エンディングまで音楽。それを大事にしたい」と、小川美由希は「フルコーラス流すのがアーティストに対する礼儀であり、この番組の姿勢」であるとそれぞれ話している。
スタジオは東京・四谷の当時の文化放送本社スタジオの他、当時同じ文化放送の番組『東京っ子NIGHTお遊びジョーズ』などでも使用されていた東京都港区海岸3丁目のオンワード樫山 芝浦 第2ビル 7階にあった『TOKYO BAY STUDIO』も使用していた。
一部のNRN系列各局にもネットされていたが、そちらにはネット局向けに収録された1時間バージョンのものが放送されていた。

## 主なコーナー
チケットアウト
- ディスクガレージ、フリップサイドなど各コンサート企画・運営会社のプロモーターと協力して、生放送中に販売を行ったり、すでに売り切れとなったチケットを追加で用意してプレゼントするなどしていた[4]。

バックステージサポート
- コンサートの舞台演出家、照明プランナーなど様々なコンサートスタッフにインタビューして聞いた話をオンエア。これをラジオの中だけではなく広く外に向けて発信することを趣旨としていた[4]。

アーティストスペシャル
- 一組のアーティストにスポットを当てて特集[7][8]。

期待の新人紹介
ROCKS HOT SHOT
- 1988年度放送。新人ロックミュージシャンを音楽ライターの佐伯明らが紹介[8]。

今週のコンサートレポート
- 1988年度放送。放送当日に開催のコンサート会場に中継車を出し、会場から生中継でレポート[8]。

## ネット局
いずれもナイターオフ期南中（10月 - 3月）のみ
1987年度・1988年度とも
- 秋田放送：土曜日 21:00 - 22:00 （両年度共通）
- 東北放送：日曜日 23:00 - 24:00 （1987年度）／日曜日 21:00 - 22:00 （1988年度）
- 山梨放送：土曜日 21:00 - 22:00 （両年度共通）
- 長崎放送：土曜日 21:00 - 22:00 （1987年度）／土曜日 20:00 - 21:00 （1988年度）

1987年度のみ
- 山形放送：日曜日 20:00 - 21:00
- 熊本放送：日曜日 19:00 - 20:00
- 南日本放送：土曜日 21:00 - 22:00

1988年度のみ
- 青森放送：日曜日 20:00 - 21:00
- 南海放送：土曜日 21:00 - 22:00